# Хюї Кантхул
Хюї Кантхул (кхмер. ហ៊ុយ កន្ធុល; 1 лютого 1909 — 13 вересня 1991) — камбоджійський державний і політичний діяч, прем'єр-міністр країни від жовтня 1951 до червня 1952 року.